# Предраг Мијатовић
Предраг Мијатовић (Титоград, 19. јануар 1969) је бивши југословенски фудбалер.
Играо је за Будућност (1987—1989), Партизан (1989—1993), Валенсију (1993—1996), Реал Мадрид (1996—1999), Фиорентину (1999—2002) и Леванте (2002—2004). За репрезентацију Југославије је играо 73 пута и постигао 29 голова.
Од јула 2006. до маја 2009. обављао функцију спортског директора Реал Мадрида.
Од октобра 2024. године Предраг Мијатовић је постао члан привремене Радне групе у Партизану задужен за спортска питања.

## Каријера

### Клупска
Прве фудбалске кораке начинио у ФК Ком из Подгорице, наставио у ФК Младост, да би врло брзо био запажен од стране тренера ФК Будућност из Подгорице. У првом тиму Будућности дебитује у сезони 1986/87. и до 1990. је на 73 прволигашких сусрета бивше државе постигао 10 погодака.
У зимском прелазном року 1989/90, Мијатовић је био на прагу трансфера из Будућности у сплитски Хајдук. Добио је и аконтацију у износу од 50.000 тадашњих немачких марака. Међутим, због ситуације која је мирисала на рат упозоравали су га у Подгорици да не иде у Сплит, па је отишао у Партизан.
Иако је постигао гол на свом дебију у дресу Партизана против свог бившег клуба ФК Будућност, пролећну полусезону у новом клубу је углавном провео у прилагођавању на игру „црно-белих” и до краја сезоне на 14 наступа није постигао погодак. У сезонама које следе постаје важан шраф екипе „црно-белих” која под вођством Ивице Осима не успева да изађе из сенке тадашње Црвене звезде која је у то време владала европским и светским клупским фудбалом. Ипак, у сезони 1991/92. осваја Куп Југославије, а у првенству 1992/93. са „црно-белима” осваја шампионску титулу. У дресу Партизана одиграо 104 првенствених сусрета и постигао 44 гола.
У лето 1993. прелази у шпанску Валенсију у чијем дресу наступа на 104 првенствених сусрета и постиже 56 голова. У сезони 1995/96. са Валенсијом стиже до вицешампионске титуле, а он сам постиже чак 28 голова и бива изабран за фудбалера године у Шпанији.
Сјајне партије нису прошле незапажено у лето 1996. постаје члан Реал Мадрида. У Мадриду је за три године оставио неизбрисив траг – головима, дриблинзима и понашањем на терену и ван њега. Проглашен за другог фудбалера у Европи у анкети „Франс фудбала” за 1997. годину, иза Роналда. Његов погодак у финалу Лиге шампиона 1998. против Јувентуса (1:0) донео је мадридском Реалу титулу првака Европе након пуне 32 године. Освајач Интерконтиненталног купа са Реалом 1998.
Из Реала је отишао у Фјорентину (освојио куп 2001), а каријеру је завршио у Левантеу 2004. године.

### Репрезентативна
Био је члан омладинске репрезентације СФРЈ која је 1987. године постала шампион света, али није играо у финалу против СР Немачке јер је искључен у полуфиналу против ондашње Немачке ДР.
Одиграо је 73 утакмица за национални тим постигавши 26 голова. За А тим СФРЈ дебитовао је 23. августа 1989. године, против Финске, а први погодак за репрезентацију постигао тек на свом 15. мечу за „плаве” против Малте (6:0) у квалификацијама за СП 1998. У „баражу” за Француску 1998. Мађарима је у два меча дао – 7 голова! Три у Будимпешти (1:7), четири у Београду (5:0).
Учествовао је на Светском првенству 1998. у Француској и на Европском првенству 2000. у Белгији и Холандији.
У осмини финала Светског првенства у Француској 1998. године, Југославија је могла да баци Холандију на колена када је Мијатовић наместио лопту на белу тачку у моменту гађања пенала и погодио пречку.

### Приватни живот
Предраг Мијатовић је поријеклом из Бјелопавлића, а његов отац Миодраг је рођен у селу Баре Шумановића под Острогом.

## Успеси

### Клупски
Партизан
- Првенство Југославије (1): 1992/93.
- Куп Југославије (1): 1991/92.

Реал Мадрид
- Првенство Шпаније (1): 1996/97.
- Суперкуп Шпаније (1): 1997.
- Лига шампиона (1): 1997/98.
- Интерконтинентални куп (1): 1998.

Фјорентина
- Куп Италије (1): 2000/01.

### Индивидуални
- Југословенски играч године: 1992, 1993, 1998.
- Најбољи играч шпанске лиге 1995/96.
- Златна лопта, друго место: 1997.